# أبو حمص
أبو حمص، مدينة مصرية تقع شمال مصر، وتتبع محافظة البحيرة إدارياً، والمدينة عاصمة مركز أبو حمص.

## تاريخ
أقيمت أبو حمص على أطلال مدينة قديمة كانت تسمى شبرياس، وفي العهد العربي عرفت شبرياس باسم شبرابار. وقد وردت قرية شبرابار هذه في المشترك لياقوت في كورة البحيرة، وفي التحفة من أعمال البحيرة، كما وردت في قوانين ابن مماتي باسمها المذكور، وفي تحفة الإرشاد شبراباره – أي بزيادة الهاء في آخرها – من أعمال البحيرة، ثم حرف اسمها من شبرابار إلى شنبار.
وكانت شبرابار معتبرة وحدة مالية إلى ما قبل سنة 1228 هـ/ 1807م، بدليل ورودها ضمن أسماء النواحي المصرية في دليل سنة 1224 هـ/ 1803 م، وبسبب خراب سكنها قيد زمامها سنة 1228 هـ/1807م باسم أبو حمص وهو اسم العزبة التي أُقيمت على أطلالها، وبذلك اختفى اسم شبرابار من عداد القرى المصرية وظهر في مكانها أبو حمص.
وفي سنة 1259هـ/ 1838م وردت في مكلفات مديرية البحيرة باسم عزبة أبو حمص، واستمرت معروفة بهذا الاسم في أعمال ودفاتر القسم المالي، وأما في القسم الإداري فاحتفظت باسم أبو حمص بغير عزبة.
ولما أنشئ مركز أبو حمص في سنة 1871م، جعلت دمنهور مقرا له، لخلو أبو حمص من الأماكن الصالحة لإقامة دواوين الموظفين وسكنهم من جهة، ولأن دمنهور كانت في ذلك الوقت من توابع مركز أبو حمص من جهة أخرى.
ولأن اسمها وارد في دفاتر وزارة الداخلية أبو حمص، وفي دفاتر وزارة المالية عزبة أبو حمص، ولأن كلمة عزبة تدل على القلة والتبعية، في حين أنها قاعدة مركزها، وأن وجود اسمين لبلدة واحدة مما يدعو إلى الخطأ واللبس، فقد لفت نظر مدير عام مصلحة الأموال المقررة إلى ذلك، فاستصدر من وزير المالية القرار رقم 134 في 20 ديسمبر سنة 1939م، بتعديل الاسم وجعله أبو حمص، لتوحيد التسمية وإزالة اللبس.
ومن الجدير بالذكر أنه قد وردت أسماء بعض النواحي بمركز أبوحمص في بعض المراجع التاريخية مثل كتاب «قوانين الدواوين» للوزير الأيوبي (الأسعد بن مماتي) وهو يعتبر من أهم الوثائق عن حال الزراعة ونظم الدواوين المصرية في عصر الدولة الأيوبية، وكتاب «التحفة السنية بأسماء البلاد المصرية» لمؤلفه شرف الدين يحي بن الجيعان.
وقد وردت الأسماء كالتالي:-
- بطورس وردت بنفس الاسم، قافلة وردت بنفس الاسم، برسيق وردت بنفس الاسم، بلقطر وردت بنفس الاسم، دير أمس وردت بنفس الاسم.
- ناحية النخلة البحرية وردت باسم - أبو الغزلان البحرية-، محلة نمير ببطورس وردت باسم - محلة نمير-، كفر عزاز وردت باسم - الراهب-، بسنتواي وردت باسم - باجيه بسنتوة-، كوم القناطر وردت باسم - تلمسا الكبرى-، زاوية نعيم وردت باسم - دبيسه-.
- دسونس الحلفاية وردت باسم - دسونس المقاريضي- سحالي وردت باسم - طلموش أو طلمسوس-، كفر حصام وردت باسم - قبر عصام-، القروي وردت باسم - محلة الكروم-، محلة كيل وردت بنفس الاسم وباسم - محلة كيك-، - منية غالية- أضيفت إلى أبو الغزلان البحرية التي تعرف باسم النخلة البحرية، - زويل - بنفس الاسم-زويل،
- <بو قليوط> اندثرت ومحلها الآن كوم قليط التابعة لدير أمس، ورد اسم <الجلمون> وهي من البلاد المندثرة ومحلها اليوم كوم أبو مجنه، ورد اسم <تلمسا الصغرى> وهي من البلاد المندثرة محلها الآن تل بكرج ناحية قافلة.

## معالم أبي حمص
- تل كوم تقالة الأثري جنوب عزبة الصاوي: التل الأثري عبارة عن منطقة يحتمل وجود آثار بها، ويوجد بالبحيرة حوالي (186) تلاً أثرياً، وهي موزعة على منطقتي: شمال البحيرة، وجنوب البحيرة، ويوجد في بعض هذه التلال قطع أثرية مثل تل كوم تقالة الذي يقع جنوب عزبة الصاوي بحوالي (1500) متر كما يقع شمال مركز أبو حمص بحوالي (4500) متر، والذي قام جمال مبارك بالتنقيب عن تلك القطع الأثرية في هذا التل في عام 2009م، ثم قام بعد ذلك بالتعدي على جزء من التل بغرض إنشاء مجمع مبارك الرياضي.
- تل كوم النخلة القبلية الأثري: وهو تل أثري يحتمل وجود آثار رومانية فيه
- التقسيم الإداري

## التقسيم الإداري

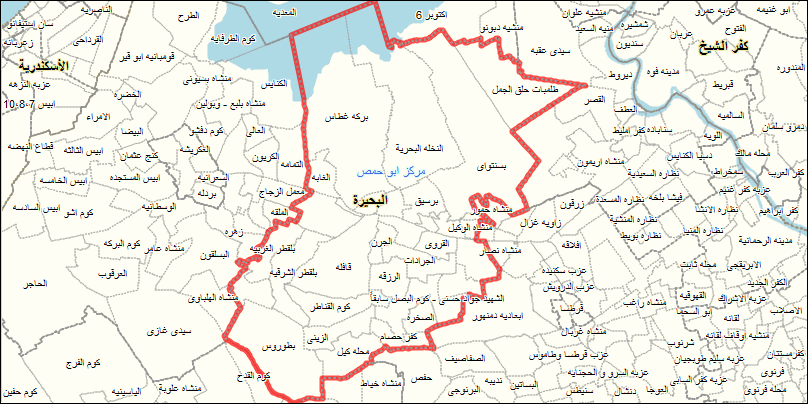
البركه غطاس

يتكون مركز أبو حمص إدارياً من مدينة أبو حمص وسبع قرى تابعة هي كالآتي:
- قرية جواد حسني. وتضم نواحي: (جواد حسني، زاوية نعيم، الصخرة، دير أمس، الزرقة، كفر حصام، الجرن، الجرادات - قرية رستم—الرغاي - المحطة—القناوية—سليم باشا—عمران—كوم صهيب- العزبة الجديدة—أم البن)
- قرية دمسنا (قرية مخيون). وتضم إحدى عشرة ناحية: (زويل، القروي، كفر عزاز، أبو الخزر، عزبة راشد، عزبة أبو رحيم، عزبة النقراشي، منشأة الوكيل، سحالي، برسيق، دمسطا).
- قرية بركة غطاس. وتضم ست نواحي: (عزبة الصاوي، بركة غطاس، الغابة، الحرفة، دسونس، أمين باشا، قرية جرار البحرية).
- قرية بسنتواي. وتضم ثلاث نواحي: (بسنتواي، النخلة البحرية، طلمبات حلق الجمل).
- قرية بلقطر. وتضم ثلاث نواحي: (بلقطر الشرقية، روضة خيري، بلقطر الغربية).
- قرية كوم القناطر. وتضم ثلاث نواحي: (كوم القناطر، قافلة، محلة كيل).
- قرية بطورس. وتضم ناحيتين: (بطورس، الزيني).

## السكان
بلغ عدد سكان أبو حمص 36,801 نسمة، منهم 17,795 ذكر و 19,006 أنثى بحسب الإحصاء الرسمي لعام 2006.
وتتكون أبوحمص من عائلات مرتبطة.